# Maria Augusta Nóbrega
Maria Augusta Nóbrega (Camacha, 28 de fevereiro de 1929 - Camacha, 7 de fevereiro de 2007) foi uma folclorista portuguesa, natural da Ilha da Madeira.

## Biografia
Fez o ensino primário na Camacha, continuando os estudos no Funchal, no Colégio de Santa Teresinha. Fez mais tarde o curso de professora do ensino oficial primário na Escola do Magistério Primário do Funchal, concluindo-o em 1955, exercendo como professora na Camacha. Acumulou essa função com o cargo de diretora em várias escolas daquela freguesia, tendo-se aposentado em 1987.

Foi mentora do projeto de construção de uma aldeia etnográfica, que se mantém parte integrante das decorações de natal na baixa do Funchal, com o objectivo de mostrar os costumes e tradições dos seus conterrâneos. Após a sua morte, a aldeia etnográfica continuou a ser construída no Largo da Restauração pela mão da sua filha, Gilda Nóbrega.
Maria Augusta Nóbrega colaborou em diversos eventos socioculturais realizados na Madeira, tanto com a presença dos seus grupos, na animação da Festa da Flor, do cortejo de Carnaval e das festividades do fim de ano, como na organização das festas populares da maçã, do artesanato e do Espírito Santo, na Camacha. Entre 1982 e 1995, fez parte da comissão organizadora das festas do Concelho de Santa Cruz, dirigindo os trabalhos da feira "O Nosso Concelho", experiência que documentou mais tarde no livro Festas Populares de Santo Amaro: Catorze Anos (1982-1995) de Participação nas Festas Populares de Santo Amaro e do Concelho em Santa Cruz (2006).
Publicou o resultado das suas pesquisas, nas obras Retalhos, Poesia Popular (1994); Tradições Madeirenses, vol. I, O Traje Regional, Achegas para a sua Divulgação (1999); Tradições Madeirenses, vol. II, Adereços, Achegas para a sua Divulgação (2001); Tradições Madeirenses, vol. III, A Carapuça, Achegas para a sua Divulgação (2004); A Magia do Vinho (2001) e O Fascínio dos Licores (2002), constituindo, em conjunto com a sua atividade em prol da cultura popular, um contributo para a preservação da memória cultural madeirense.
Casou com Álvaro João de Nóbrega em 1958, de quem teve seis filhos, quatro raparigas e dois rapazes.
Em 1985 foi agraciada pelo Governo Regional da Madeira e pela Secretaria Regional de Turismo e Cultura com uma salva de prata, em 1991 com uma pena de prata, e em 1995 com uma estrelícia dourada, em reconhecimento pelo empenho e dedicação à cultura popular madeirense. Em 1995, foi condecorada pela Presidência da República, com o grau oficial da Ordem Portuguesa da Instrução Pública.
Morreu a 7 de fevereiro de 2007, vítima de doença prolongada.

## Obra
Publicações:
- Tradições Madeirenses, vol. I, O Traje Regional, Achegas para a sua Divulgação (1999);
- Tradições Madeirenses, vol. II, Adereços, Achegas para a sua Divulgação (2001);
- Tradições Madeirenses, vol. III, Adereços, Achegas para a sua Divulgação (2004);
- A Magia do Vinho (2001);
- O Fascínio dos Licores (2002);
- Festas Populares de Santo Amaro: Catorze Anos (1982-1995) de Participação nas Festas Populares de Santo Amaro e do Concelho em Santa Cruz, (2006).